# 周玲英
周玲英（1951年—），江苏无锡人，周永康之弟周元青的妻子，因涉嫌2013年中石油腐败案被逮捕。
2013年，因中石油反腐案中蒋洁敏落马，中国石油有业务关联的企业也卷进这场反贪腐风暴。其中牵扯到北京宏汉投资有限公司投资的邛崃市鸿丰钾矿肥有限责任公司，与中石油存在关联交易。而北京宏汉投资有限公司的实际控制人为周玲英。2013年9月，新闻媒体透露其被调查。